# Аборти в Португалії

Правовий статус абортів у світі:
Легальний
Легальний при зґвалтуванні та за медико-соціальними показниками
Легальний у випадках (або заборонений, окрім випадків) зґвалтування, медико-соціальних протипоказань
Заборонений, окрім випадків зґвалтування та медико-соціальних протипоказань
Заборонений, окрім випадків загрозі життю жінки, та при наявності психічних і патологічних протипоказань
Заборонений без виключень
Відмінності за регіонами
Відсутні дані

Аборти в Португалії лібералізовані з 10 квітня 2007 року, що дозволило виконувати цю процедуру за запитом жінки, якщо строк вагітності не перевищує 10 тижнів. Існує триденний період очікування на аборт.
Президент Анібал Каваку Сілва ратифікував новий закон, який дозволяє аборти, але з рекомендацією вдаватися до цього кроку як до крайньої міри. Попри лібералізацію законодавства, на практиці багато лікарів відмовляються робити аборти (така можливість прописана пунктом, в якому йдеться про міркування совісті), а Португалія залишається країною, в якій католицькі традиції мають значний вплив. Аборти на пізніх стадіях дозволяється робити з особливих причин, таких як небезпека для здоров'я жінки, вагітність внаслідок зґвалтування та інших сексуальних злочинів, а також вади розвитку плоду. Обмеження поступово суворішають до 12-ти, 16-ти і 24-х тижнів. Закон був підписаний після того, як лютневий референдум 2007 року затвердив лібералізацію законодавства про аборти.
До квітня 2007 року аборти регулювалися законами 6/84 і 90/97, і їх можливість була сильно обмеженою. Їх можна було робити лише за медичними показаннями, якщо вагітність настала внаслідок зґвалтування та інших сексуальних злочинів, а також за наявності вад розвитку плоду. Хоча в цей період законодавство про аборти в Португалії було відносно схожим на сусідню Іспанію, але на практиці закон підлягав набагато жорсткішій інтерпретації в Португалії, ніж в Іспанії, тому дістати дозвіл на легальний аборт було досить важко. На попередньому референдумі в червні 1998 року не вистачило зовсім небагато голосів, щоб лібералізувати закон.
Станом на  2010 рік кількість абортів становила 9,0 на 1000 жінок віком 15-44 років.
У лютому 2016 року португальський парламент скасував вето Анібала Каваку Сілви і офіційно прийняв новий закон, який відкинув обов'язкове консультування та плату за процедуру для жінок, охочих зробити аборт через службу охорони громадського здоров'я. Президент підписав законопроєкт 19 лютого 2016 року.